# Valeriana imbricata
Valeriana imbricata är en kaprifolväxtart som beskrevs av Ellsworth Paine Killip. Valeriana imbricata ingår i släktet vänderötter, och familjen kaprifolväxter. Inga underarter finns listade i Catalogue of Life.